# 유프라테스 방어 작전
유프라테스 방어 작전(Fırat Kalkanı Harekâtı)은 시리아 내전 당시 시리아 국민군과 튀르키예군에 의해 수행된 국경 도섭 작전이다. 이 작전으로 시리아 북부에 튀르키예군이 주둔하게 되었다. 유프라테스강과 반군이 점령한 아자즈 인근 지역 사이가 작전 수행지역이었다. 튀르키예 및 이들과 동맹을 맺은 시리아 국민군은 이라크 레반트 이슬람 국가와 시리아 민주군 모두를 상대로 2016년 8월 24일부터 작전을 수행했다. 2017년 3월 29일, 튀르키예군은 공식적으로 유프라테스 방어 작전이 성공적으로 끝났음을 선언했다.
튀르키예 대통령 레제프 타이이프 에르도안은 공세 첫날 이 작전이 인민수호부대와 ISIL을 대상으로 수행된다고 선언했다. 로자바의 사실상 통제 하에 있는 만비즈 점령이 목표였고, 튀르키예 대통령은 2017년 2월 말 이를 널리 알렸지만, 목표는 달성될 수 없었다.

## 같이 보기
- 알바브 전투